# Malacchi Esdale
Malacchi Esdale ( /ˈɛzdeɪl/, Newark, 4 de mayo de 1995) es un jugador de rugby union estadounidense, miembro de la selección masculina de rugby 7 de Estados Unidos. Fue seleccionado como parte del selección de Estados Unidos para los Juegos Olímpicos de París 2024.

## Primeros años de vida y carrera en el fútbol americano
Esdale nació el 4 de mayo de 1995 en Newark (Delaware). Asistió a la escuela secundaria en el área antes de mudarse a Naples (Florida), para la escuela secundaria, con el objetivo de jugar fútbol americano profesional. Asistió a la escuela secundaria de Naples, inicialmente jugando como mariscal de campo antes de cambiar a receptor abierto; totalizó 17 recepciones para 239 yardas y tres touchdowns como júnior. También probó el rugby en Naples, jugando brevemente para los Naples Bears antes de transferirse a Appoquinimink High School en Delaware para su último año.
Esdale jugó fútbol americano en el ASA College de Nueva York y luego se transfirió para jugar con los Miami Hurricanes, pero no pudo ingresar al equipo. Luego se trasladó a la Universidad de Florida Central (UFC) cuando era estudiante y dejé de jugar al fútbol.

## Carrera en el rugby union
Mientras estaba en la UFC, Esdale se unió al equipo de rugby del club de la escuela. Más tarde se unió al equipo amateur Orlando Griffins. En 2017, fue seleccionado para jugar con los Houston SaberCats de la Major League Rugby (MLR), que comenzó en 2018. Jugando de extremo, jugó tres años para los SaberCats de 2018 a 2020, apareciendo en 28 juegos y anotando 25 puntos.
Esdale fue nombrado suplente del selección masculina de rugby 7 de Estados Unidos en los Juegos Olímpicos de Tokio 2020 (celebrados en 2021), pero finalmente no jugó. Hizo su debut en la HSBC World Rugby 7 Series en 2021 contra Canadá. Formó parte del equipo de Estados Unidos en la Copa del Mundo de Rugby 7 de 2022. Fue seleccionado para el equipo de EE. UU. en los Juegos Olímpicos de París 2024. En The News Journal antes de los juegos, describió el acondicionamiento necesario para el rugby a siete olímpico como «casi una locura».